# Robert Hoffman
Robert James Hoffman III (Gainesville, 21 settembre 1985) è un attore, ballerino e coreografo statunitense.

## Biografia
Hoffman è nato a Gainesville in Florida da Charlotte e Robert Hoffman e all'età di sette anni si è trasferito con la famiglia a Madison in Alabama. Ha un fratello minore, Chris, e due sorelle più piccole, Ashley e Lauren. Ha scoperto la sua passione per il ballo dopo aver visto Michael Jackson nel video di Thriller, singolo estratto dall'omonimo album; quindi si iscrisse alla Alabama School of Fine Arts (La scuola di belle arti dell'Alabama).
Ha debuttato come attore nel 2003 in un episodio della serie televisiva American Dreams, in seguito ha avuto piccole parti come ballerino in numerosi film fra cui: From Justin to Kelly, Dirty Dancing 2, Coach Carter e SDF Street Dance Fighters per il quale fu premiato con l''American Choreographer Award (Miglior coreografo americano). Ha anche lavorato come ballerino per Christina Aguilera, Usher, Mýa, Marilyn Manson, Ricky Martin e Enrique Iglesias. Inoltre ha scritto, diretto, e recitato in numerosi cortometraggi, tra cui Kinetsu Hayabusa nel quale veste i panni di un ninja che gira per la città compiendo acrobazie disturbando i passanti. Il nome Hayabusa è stato preso dal clan ninja di Hayabusa presente nei videogiochi della serie Ninja Gaiden. Questi cortometraggi gli hanno portato numerosi fan.
È apparso nelle serie TV Quintuplets (Give Me Five in Italia) e Vanished entrambe della FOX. Il primo ruolo importante ricoperto da Hoffman è stato quello nella commedia del 2006 She's the Man con Amanda Bynes e Channing Tatum, del quale è molto amico. È anche stato membro del cast di Wild 'N Out uno show di MTV, è quindi stato ospite del reality show America's Next Top Model. Nel 2008 ha interpretato il ruolo di Chase Collins nel film Step Up 2 - La strada per il successo. Nel 2009 è uscito Alieni in soffitta nel quale recita al fianco di Ashley Tisdale.

## Riconoscimenti
- MTV Movie Awards 2008: Miglior bacio (condiviso con Briana Evigan per Step Up 2 - La strada per il successo

## Filmografia

### Cinema
- From Justin to Kelly, regia di Robert Iscove (2003)
- Amore estremo - Tough Love (Gigli), regia di Martin Brest (2003)
- SDF Street Dance Fighters (You Got Served), regia di Chris Stokes (2004)
- Dirty Dancing 2 (Dirty Dancing: Havana Nights), regia di Guy Ferland (2004)
- Coach Carter, regia di Thomas Carter (2005)
- Indovina chi (Guess Who), regia di Kevin Rodney Sullivan (2005)
- She's the Man, regia di Andy Fickman (2006)
- Shrooms - Trip senza ritorno (Shrooms), regia di Paddy Breathnach (2007)
- Il re del supermercato (2007)
- Step Up 2 - La strada per il successo (Step Up 2: The Streets), regia di Jon Chu (2008)
- Alieni in soffitta (Aliens in the Attic), regia di John Schultz (2009)
- Take Me Home Tonight, regia di Michael Dowse (2011)
- Lap Dance, regia di Greg Carter (2014)

### Televisione
- American Dreams - serie TV, episodio Where the Boys Are (2003)
- Give Me Five (Quintuplets) - serie TV, 3 episodi (2004)
- Vanished - serie TV, 6 episodi (2006)
- CSI: Miami - serie TV, episodio Come As You Are (2006)
- Campus Ladies - serie TV, episodio Webcam (2006)
- Revenge - film TV (2007)
- Nick Cannon Presents: Short Circuitz - serie TV, 1 episodio (2007)
- Dash 4 Cash - film TV (2007)
- The Jace Hall Show - serie TV, episodio Schilling, and Wimbledon!!! (2008)
- Greek - La confraternita (Greek) - serie TV, 1 episodio (2009)
- Grey's Anatomy – serie TV, episodio 8x05 (2011)
- 90210 - serie TV, 6 episodi (2012)

### Video musicali
- Push - Enrique Iglesias
- Not A Model - Robert Hoffman

## Doppiatori italiani
Nelle versioni in italiano delle opere in cui ha recitato, Robert Hoffman è stato doppiato da:
- Emiliano Coltorti in Step Up 2 - La strada per il successo, Alieni in soffitta
- Paolo Vivio in She's the Man
- Edoardo Stoppacciaro in Vanished
- Francesco Venditti in CSI: Miami
- Andrea Mete in Grey's Anatomy
- Alessandro Quarta in 90210
- Renato Novara in Shrooms - Trip senza ritorno
- Massimo Aresu in Take Me Home Tonight